# Župnija Semič
Župnija Semič je rimskokatoliška teritorialna župnija dekanije Črnomelj škofije Novo mesto.
Župnijska cerkev je cerkev sv. Štefana.

## Zgodovina
Župnijo je ustanovil ogrski kralj Bela III. Ogrski in jo dodelil križniškemu redu.
Do 7. aprila 2006, ko je bila ustanovljena škofija Novo mesto, je bila župnija del nadškofije Ljubljana.